# 金运昌
金运昌（1957年5月—），男，蒙古族，北京人，中华人民共和国书画鉴定家、书法家，故宫博物院古书画部副研究馆员。

## 生平
金运昌的祖先是八旗蒙古正蓝旗人。1982年2月，他从首都师范大学中文系毕业，随后留系任教，负责古代汉语教学。在首都师范大学期间，他参与创建书法艺术教育专业，并被聘为书法艺术教育专业副教授、硕士生导师。1997年，金运昌调入故宫博物院古书画部工作，并在1998年被聘为古书画部副主任。

## 艺术成就
金运昌自幼学习书法，学习过唐楷、魏碑、行草，曾拜师康殷、欧阳中石、刘炳森等书法家。
金运昌曾在中央电视台、中国教育电视台、北京电视台、凤凰卫视的多档电视节目中出镜，担任书法节目主讲人或文物鉴定节目专家。

## 延伸阅读
[在维基数据编辑]